# Maglio

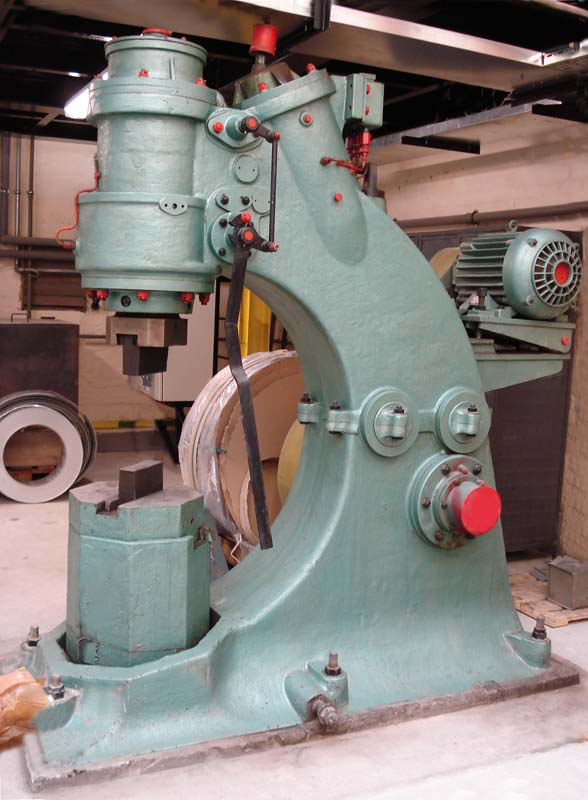
Un maglio (foto del 2008)

Il maglio è un dispositivo meccanico per lavorazioni di fucinatura o stampaggio che deforma plasticamente un pezzo sotto l'azione di una pressione.

## Funzionamento
La pressione può essere sviluppata:

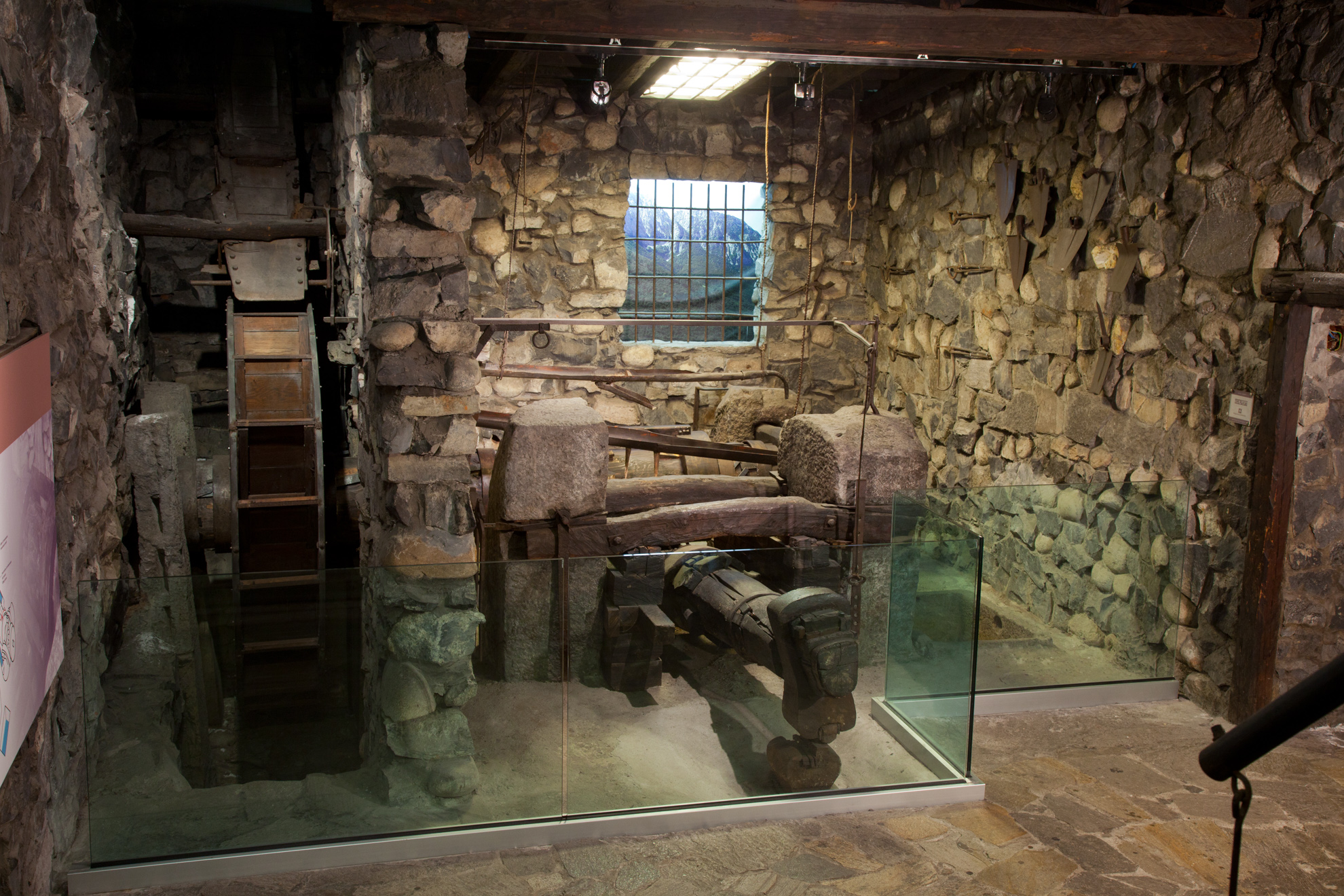
Maglio idraulico Galperti, 1566 ca, usato per produrre utensili (agricoli o edili) in ferro. Museo nazionale della scienza e della tecnologia Leonardo da Vinci, Milano.

- per semplice caduta della mazza (maglio a semplice effetto); in questo caso l'azione è esercitata molto rapidamente, ad impulso (come un urto, si parla infatti di "colpo" impresso)
- per effetto combinato della forza peso e di un sistema idraulico (maglio a doppio effetto)
- per solo sistema idraulico (maglio a contraccolpo, in cui la forza peso della mazza è in equilibrio con la forza peso dell'incudine sottostante)

Il pezzo da lavorare viene appoggiato sulla base chiamata incudine, dove riceve il colpo dalla mazza battente.
L'applicazione della forza data dal motore a vapore al maglio si deve a James Nasmyth nel 1839.

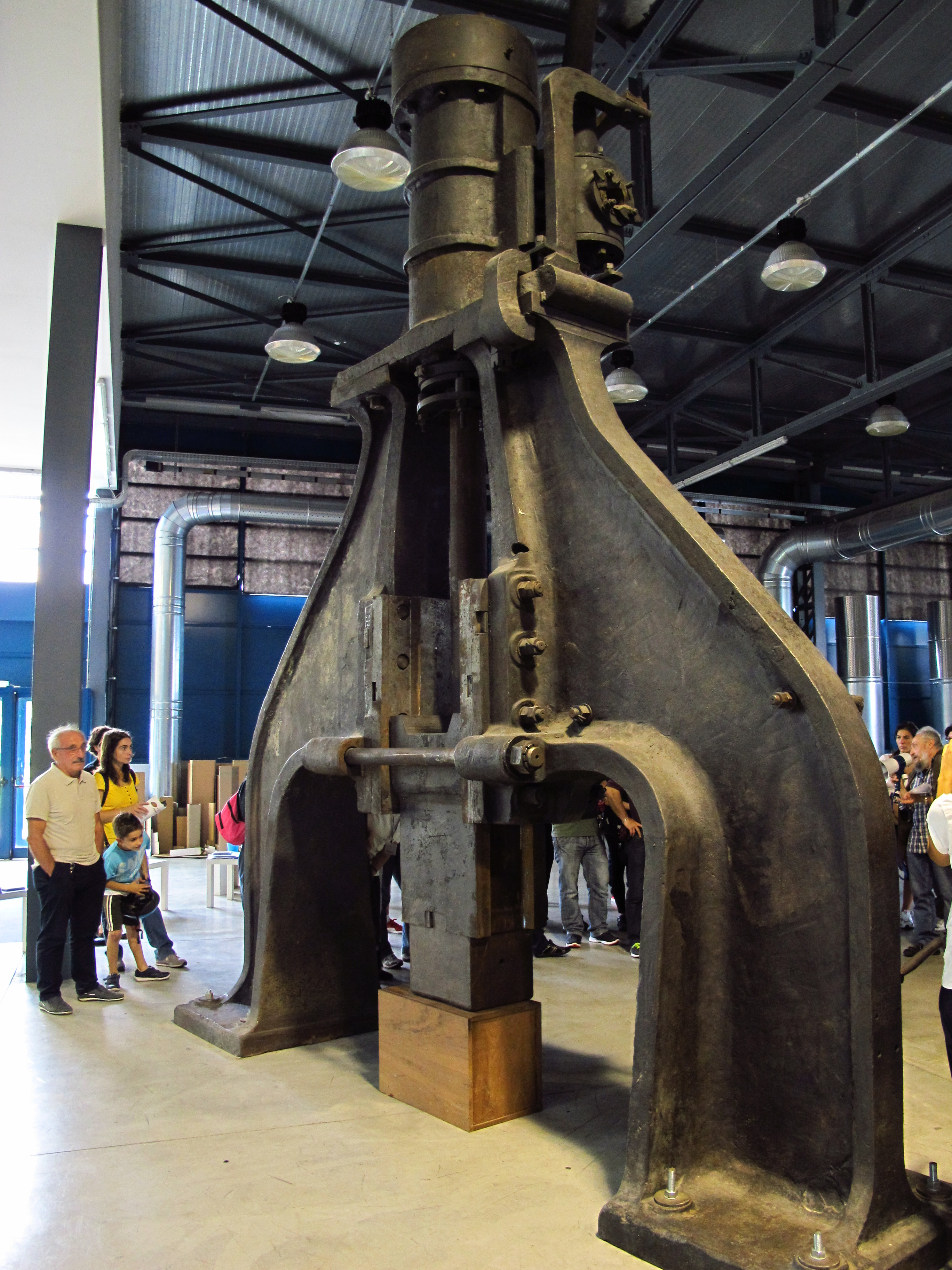
Il maglio allo Spazio MIL a Sesto San Giovanni.

## Maglietto
In massoneria il termine, mutato in maglietto, è utilizzato per indicare il martello che il Maestro Venerabile e i due Sorveglianti utilizzano durante le tornate di Loggia.